# Muhàmmad Sultan Khan
Muhàmmad Sultan Khan (Sàyyid Sultan Khan) fou kan de Kokand, fill de Muhammad Malla Khan. Va governar del 1863 al 1865, sota la tutela d'Alim Kul fins que aquest va morir el maig del 1865.
Quan el seu pare, Muhammad Malla Khan, fou assassinat vers 1861 el seu fill, Sayyid Sultan, va poder fugir amb Alim Kul a Andijan. Les revoltes contra Muhammad Khudayar Khan van erigir a Alim Khan en el principal opositor. En retirar-se les tropes de Bukharà, Alim (1863) no va tardar gaires dies a ocupar Kokand on va instal·lar al seu candidat, Sayyid Sultan, però de fet sense cap poder. Va restaurar l'ordre al kanat amb una sèrie d'execucions que es diu que van causar la mort a unes quatre mil persones (1863-1864).
Tanta repressió havia de crear hostilitat i el partit dels sarts va sortir reforçat i va girar altre cop els seus ull cap a Khudayar que estava vivint a Jizakh i que va demanar el suport del kan de Bukharà.
El 1864 els forts construïts pels kokandis a les muntanyes Kara Tau i Boroldai Tau, van caure un darrere l'altra a mans dels russos; els kokandis es van replegar i es van fer forts a Tximkent a la ruta entre Turkestan i Avlie Ata, amenaçant les dues posicions, el que els russos no podien tolerar i el general Txernaief, que tenia el comandament al baix Sirdarià, al saber que només hi havia 4000 homes a Tximkent, va avançar (setembre de 1864) des de dos punts; en pocs dies la fortalesa va quedar assetjada; la muralla exterior fou assaltada i la ciutadella sorpresa quan un grup de soldats va forçar el pas a través d'un conducte d'aigua. La guarnició amb els deu mil homes, quatre estendards, 23 canons, 8 morters i altres trofeus van caure en mans dels vencedors i amb la victòria la ruta a Ak Musjid va quedar assegurada i una part important del kanat fou irremissiblement perduda.
Els kokandis van planejar la revenja però el general Txernaief els va lliurar batalla el 9 de maig de 1865 prop de Taixkent en la que Alim Kul fou ferit, i va morir poc després. La ciutat de Taixkent fou assetjada pels russos i sota pressió dels botiguers es va rendir immediatament. Els russos van garantia l'autonomia de la ciutat i la llibertat de culte. Kokand volia cedir Taixkent a Bukharà, però abans de cap actuació dels bukharians, a l'agost de 1865 el general KrysTxanovski va convocar als notables i al clergat a una assemblea, els va oferir el pa i la sal símbol d'hospitalitat, i els va declarar súbdits del tsar, amb el que Taixkent quedava annexionada a la corona russa i els districtes conquerits erigits en una nova província del govern del Turquestan. Llavors Khudayar Khan amb el suport de tropes de Bukharà, va ocupar Khodjend i després la mateixa Kokand on van restaurar a Khudiyar. Muhammad Sultan va poder fugir a temps però capturat més tard i portat a Kokand, fou executat a Isfara el 1871.